# Sperimentalismo
Lo sperimentalismo è una corrente letteraria italiana, portata avanti soprattutto dagli scrittori aderenti al cosiddetto Gruppo 63. Il suo intento era di innovare la letteratura, mediante la scoperta di nuovi territori di ricerca, nei quali sperimentare le intuizioni dell'avanguardia.

## Storia e caratteristiche
Intorno agli anni sessanta, mentre viene esaurendosi l'esperienza neorealista, appaiono sempre più evidenti in Italia i segni di una profonda trasformazione socio-culturale. Lo sviluppo industriale, il benessere economico, la diffusione dei mass media, determinano nuove problematiche e quindi nuove forme letterarie impegnate a confrontarsi con la realtà sociale del momento.
Fra gli autori che in questo periodo si presentano come spettatori critici si possono ricordare Paolo Volponi, Pier Paolo Pasolini, Italo Calvino, Domenico Rea, Goffredo Parise. Nelle loro opere affrontano temi sociali come la nuova condizione di lavoro nella moderna fabbrica, l'immigrazione, la crisi della famiglia, la condizione femminile.
Contemporaneamente si sviluppa un filone narrativo attento ai problemi e alla psicologia dell'individuo: il senso di solitudine, la noia esistenziale, il senso di precarietà della condizione umana. Tra gli autori più rappresentativi ricordiamo Alberto Moravia, Carlo Cassola, Giorgio Bassani, Elsa Morante.
Negli anni sessanta-settanta, inoltre, nacquero nuovi linguaggi straordinariamente innovativi, come quello che sperimentò Carlo Emilio Gadda, insieme dialettale, colto, tecnico, specialistico utilizzato per rappresentare aspetti della società o situazioni esistenziali.
Nell'ambito della produzione letteraria più recente, è difficile distinguere filoni letterari ben precisi, per la varietà e difficoltà delle tematiche e degli stili. Si ricordano in particolare Dino Buzzati, Dacia Maraini, Umberto Eco.